# Iconha, Espírito Santo
Iconha este un oraș în unitatea federativă  Espírito Santo (ES) din Brazilia.